# Finn Pedersen
Finn Pedersen (ur. 30 lipca 1925 w Roskilde, zm. 14 stycznia 2012 tamże) – duński wioślarz, złoty medalista olimpijski.
Wystąpił na igrzyskach olimpijskich w Londynie w 1948, gdzie osada Danii w składzie: Finn Pedersen, Tage Henriksen i Carl-Ebbe Andersen (sternik) wywalczyła złoty medal w dwójkach ze sternikiem. W finale o 11,7 sekundy wyprzedzili Włochów, a o 24,7 sekundy pokonali osadę Węgier. Na rozgrywanych osiem lat później igrzyskach olimpijskich w Melbourne wystąpił w dwójkach bez sternika. Duńczycy odpadli tam w półfinałach.
W dwójce ze sternikiem zdobył także brąz na mistrzostwach Europy w Lucernie (1947). Ponadto w dwójce bez sternika zwyciężył na mistrzostwach Europy w Amsterdamie (1954) i był trzeci na mistrzostwach Europy w Kopenhadze (1953).
Siedmiokrotnie zdobywał mistrzostwo Danii: w dwójkach ze sternikiem w latach 1947-1948 i 1950 oraz w dwójkach bez sternika w latach 1952-1954 i 1956. Po zakończeniu kariery był prezesem Roskilde Roklub.